# كريس لانغ
كريس لانغ (بالإنجليزية: Kris Lang) مواليد 12 ديسمبر 1979 في غاستونيا، هو لاعب كرة سلة أمريكي. بدأ مسيرته الاحترافية في سنة 2002. يلعب مع ديفينسور سبورتينغ في دوري الأوروغواي لكرة السلة كلاعب وسط. يبلغ طوله 6 قدم 11 بوصة (2.1 م).

## المسيرة الاحترافية
لعب مع فوتسوافك في موسم 2002–2003، ثم لعب مع أوكلاهوما سيتي بلو في موسم 2003–2004، ثم لعب مع بالونكيستو مالقا في الدوري الإسباني في سنة 2005، ثم لعب مع فيرتوس بالاكانسترو بولونيا من سنة 2005 إلى 2007، ثم لعب مع أزوفماش في سنة 2007، ثم لعب مع تورك تيليكوم في الدوري التركي من سنة 2007 إلى 2010، ثم لعب مع نيو باسكت برينديزي في الدوري الإيطالي في موسم 2010–2011، ثم لعب مع فيرتوس بالاكانسترو بولونيا في موسم 2011–2012.

## روابط خارجية
- كريس لانغ على موقع الدوري الإسباني لكرة السلة (الإسبانية)
- كريس لانغ على موقع كرة السلة الأوروبية.كوم (الإنجليزية)
- كريس لانغ على موقع DraftExpress.com (الإنجليزية)
- كريس لانغ على موقع كلية كرة السلة في سبورتس رفرنس.كوم (الإنجليزية)
- كريس لانغ على موقع ريلجم (الإنجليزية)
- كريس لانغ على موقع سبورتس رفرنس (الإنجليزية)
- كريس لانغ على موقع سبورتس رفرنس (الإنجليزية)